# Петар Богдани
Петар Богдани (алб. Pjetër Bogdani, итал. Pietro Bogdano, око 1627 — 1689) био је римокатолички бискуп скадарски (1656—1671) и надбискуп скопски (1671—1689). Бавио се књижевним радом, а стварао је на албанском, италијанском и латинском језику. Аутор је апологетског дела Дружина пророка (лат. Cuneus Prophetarum) у два дела 1685. године, штампаног у Падови паралелно на италијанском, српском (само увод) и албанском језику. То је прво познато оригинално прозно дело написано албанским језиком. По предању које доноси сам Петар Богдани, он је Србин и потомак косовског јунака Љутице Богдана. Прерушен у просјака је 1665. године покушавао да помогне православне манастире Ком, Морачник и Врањина.
Нећак аутора прве бугарске историје - Петра Богдана Бакшева. Живи, ствара и проповеда у време такозване католичке пропаганде у бугарским земљама у 17. веку, која се завршава великом сеобом Срба.

## Живот и рад
Рођен у Гур и Хасит близу Призрена око 1630. године, Богдани је био образован у католичкој традицији, којој је и посветио сву своју енергију. Његов стриц Андреа Богдани (око 1600 — 1683) је био надбискуп Скопља и аутор латинско-албанске граматике, данас изгубљене. Каже се да је Богдани своје почетно образовање добио међу фрањевцима у Чипровцима у савременој северозападној Бугарској. Студирао је Илирски колеџ у Лорету близу Анконе, као и његови претходници Петар Буди и Франг Барди. Од 1651. до 1654. служио је као свештеник у Пулту, а од 1654. до 1656. студирао је Пропаганду фиде у Риму, где је дипломирао као доктор филозофије и теологије. 1656. је именован за бискупа Скадра, на позицију коју је држао двадесет једну годину, до 1671. године. 1659. године је одређен и за администратора Барске надбискупије. Потом је 1671. године именован за скопског надбискупа и на том положају је остао до смрти 1689. године
Током тешких година турско-аустријског рата, од 1664. до 1669, крио се у селима Барбулуш и Рјол у близини Скадра. Пећина у близини Рјлоа, у којој је нашао уточиште, још увек носи његово име. 1667. године Света Столица га је именовала за надбискупа у Скпољу где је наследио је свог стрица и администратора Краљевине Србије. Његов религиозни зелотизам и патриотизам држали су га конфронтираног са турским снагама и у атмосфери рата и нереда заједно са својим рукописима избегао је у Дубровник, одакле је наставио за Венецију и Падову. У Падови је почео да ради за кардинала Грегорија Барбарига (1622 — 1697) и убрзо је наставио да за њега ради у Риму. Кардинал Барбариго, бискуп Падове, био је одговоран за црквене односе на Истоку и био је заинтересован за културе оријента, укључујући и албанску. Бискуп је, такође, набавио штампарску машину у Падови, Семинарску типографију (итал. Tipografia del Seminario), која је служила потребама оријенталних језика и имала сетове слова за хебрејски, арапски и јерменски језик. Барбариго је био врло угледан и хтео је да помогне Богданију у његовим каснијим историјским подухватима.
После сређивања дела Дружина пророка, Богдани се вратио на Балкан у марту 1686. и провео тамо наредних шест година у промовисању отпора армијама Османског царства на Косову. Дао је допринос организовању јединице од 6000 албанских војника као помоћ аустријској војсци када је она стигла до Приштине и хтела да освоји Призрен. Међутим, он и његова војска су се заразили кугом. Богдани се вратио у Приштину и у децембру 1689. је умро од болести. Његов нећак Ђерђ известио је 1698. да су турски и татарски војници касније ексхумирали леш Богданија и дали их псима на сред трга у Приштини. Богданија сматрају једном од највећих личности ране албанске културе, док писци на њега реферишу као на оца албанске прозе.

## Поетика
Дружина пророка, објављена у Падови 1685. углавном се бави теологијом и објављена је на албанском и италијанском уз асистенцију Барбарига. Богдани је завршио албанску верзију десет година раније, али није добио одобрење Пропаганде вере да је објави, која је наредила да рукопис прво мора бити преведен, без сумње због цензуре. Пун наслов објављене верзије је:
лат. 
(Дружина пророка укључујући Христа, спасиоца света и његова јеванђеоска истина, уређена на италијанском и епирском и подељена на два дела од стране Петра Богданија од Македоније, ученика Свете конгрегације пропаганде вере, доктора филозофије и свете теологије, бившег бискупа Скадра и администратора Бара а сада надбискупа Скопља и администратора целе Краљевине Србије.)
Дружина пророка је штампана латиницом коришћеном за италијански уз додатке истих ћириличких слова које су увели Петар Буди и Франг Барди. То говори да је Богдани имао приступ њиховим делима. Током његових студија у Школи Пропаганде вере познато је да је тражио књиге на албанском од школског штампара: „пет копија Хришћанске доктрине и пет албанских речника“—највероватније радова Будија и Бардија. У извештају Пропаганде вере 1665. године поменуто је и неко Јеванђеље на албанском (итал. Euangelii in Albanese) за које је он чуо, што је можда референца за Бузукуов мисал из 1555.
Дружина пророка је објављена у две паралелне колоне, једна на албанском, друга на италијанском и подељена је на два тома, свака са по четири поглавља (итал. scala. Први том, којем претходе посвете на латинском, албанском, српском и италијанском и укључује две песме у по осам линија на албанском (од којих је једну написао његов рођак Лука Богдани а другу Лука Сума), обрађује пре свега теме из Старог завета: (1) Како је Бог направио човека, (2) Пророци и њихове метафоре везане за долазећег месију, (3) Животи пророка и њихова прорицања, (4) Песме десет Сибила. Други том, са насловом О животу Исуса Христа, спасиоца света (итал. De vita Jesu Christi salvatoris mundi) углавном је посвећен Новом завету: (1) Живот Исуса Христа, (2) Чуда Исуса Христа, (3) Патње и смрт Исуса Христа, (4) Ускрснуће и други долазак Христов. Друго поглавље укључује и преводе Књиге Данилове, 9. 24-26, у осам језика: латински, грчки, јерменски, сиријски, хебрејски, арапски, италијански и албански, а прати га поглавље о животу Антихриста, иза чега следе индекс на италијанском и албанском и тространи додатак под називом Старина Куће Богданијевих (итал. Antichità della Casa Bogdana.
Његов рад је прештампан два пута под насловом Непогрешива истина католичке вере (итал. L'infallibile verità della cattolica fede) у Венецији 1691. и 1702.
Дружина пророка се сматра ремек делом ране албанске књижевности и првим радом на албанском који има пун уметнички и књижевни квалитет. Он покрива филозофију, теологију и науку (са дигресијама на географију, астрономију, физику и историју). Својом поезијом и прозом он додирује питања естетике и књижевне теорије. То је хуманистички рад барокног времена увеликом се ослањајући на традиције Платона, Аристотела, Августина и Томе Аквинског. Богданијев фундаментални филозофски циљ је спознаја Бога, одвајајући га од проблема егзистенције, чему се посветио разумом и интелектом.
Богданијеви таленти су најочигледнији у његовој прози. У његовом раду се први пут види оно што се може назвати албанским књижевним језиком. Као таквом, дата му је титула оца албанске прозе. Његова скромна религиозна поезија је, с друге стране, незанимљива. Опус његових песама представљају Песме десет Сибила, које су пуне барокног укуса религијских и библијских алузија.